# میروپ

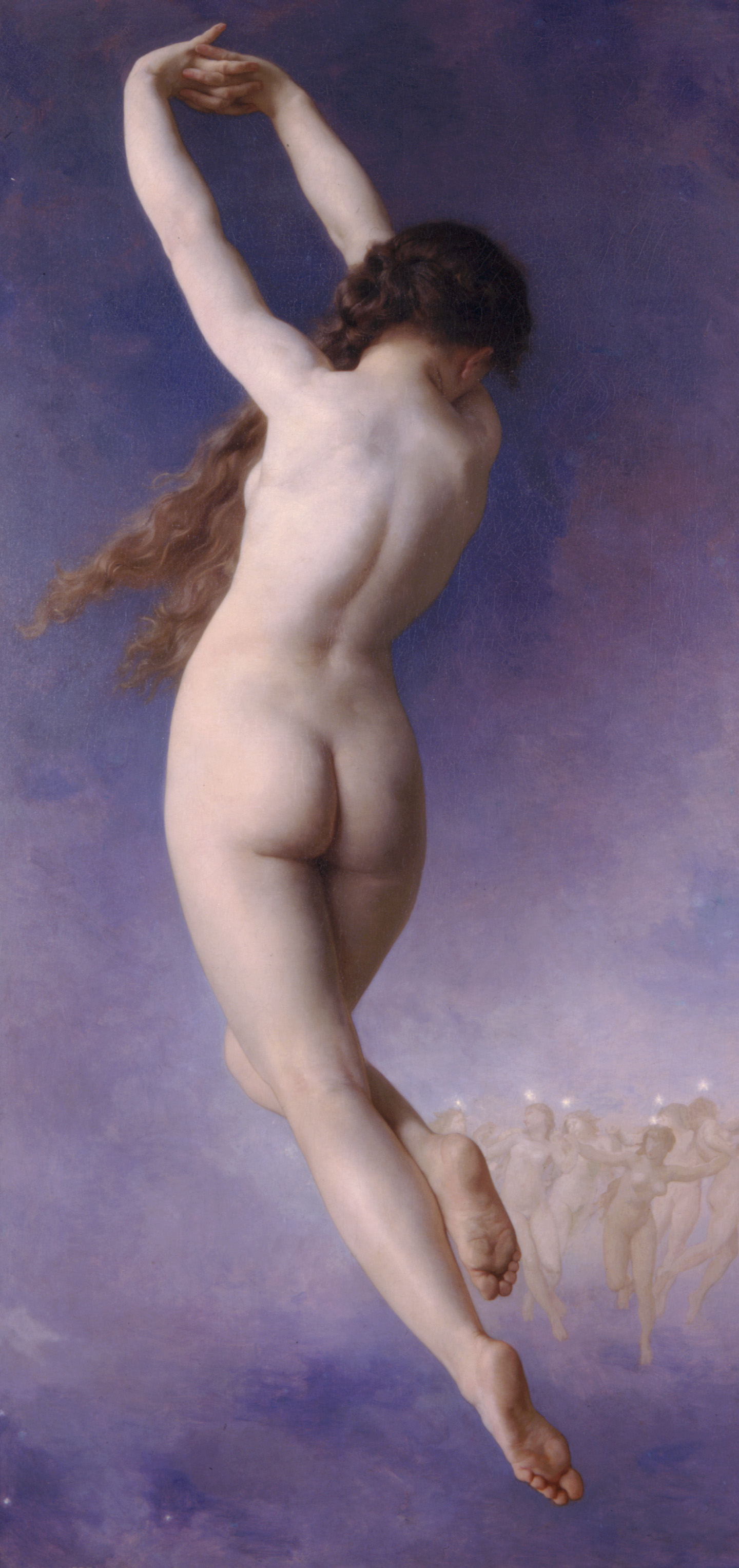
ستاره گمشده (۱۸۸۴)، اثر ویلیام-آدولف بوگرو، میروپ همراه با خواهران پلیادس در پس زمینه

میروپ (به یونانی: Μερόπη) در اساطیر یونانی یکی از هفت نیمف پلیادس، دختر اطلس و پلیون است. پلیادس حوری‌های باکره و همراهان الهه شکار آرتمیس به شمار می‌رفتند. میروپ در بین هفت خواهر از همه کوچکتر بود و در جزیره خیوس زندگی می‌کرد و اغلب توسط اوریون شکارچی مورد تعقیب قرار می‌گرفت. اما میروپ به اوریون علاقه‌ای نداشت و بالاخره با پادشاهی فانی به نام سیزیف ازدواج کرد. آن‌ها صاحب چندین فرزند پسر از جمله گلاکوس، آلموس و ترساندر شدند.
اوریون شکارچی همچنین در حال تعقیب خواهران دیگر میروپ و مادرشان نیز بود. بدین سبب آن‌ها برای نجات به درگاه ایزدان دعا کردند. ایزدان نیز در مقابل، دعای آن‌ها را مستجات کردند و چنین شد که آن‌ها به شکل خوشه‌های ستاره‌ای با نام خوشه پروین در آمدند. اما از آنجایی که میروپ با یک فانی ازدواج کرده بود، به کم‌نورترین ستاره تبدیل شد. گفته شده میروپ به قدری از گناهان همسرش شرمسار شده بود که خود را در میان ستارگان دیگر آسمان مخفی نمود و چنین شد که هفتمین ستاره از خوشه پروین از دید انسان‌ها ناپدید گشت. آرتمیس از اینکه دیگر قادر به دیدن همراهانش نبود بسیار خشمگین شد و از برادرش آپولو درخواست کرد تا عقرب غول‌پیکری را برای کشتن اوریون بفرستد.